# Teateråret 1954

## Priser och utmärkelser
- Thaliapriset tilldelas Ingvar Kjellson
- Operasångaren och konstnären Marianne Mörner tilldelades Litteris et Artibus

## Årets uppsättningar

### Februari
- 18 februari - Herbert Grevenius pjäs Litet bo har urpremiär på Göteborgs stadsteater.

### April
- Den absurda teatern kommer till Sverige när Hans Dahlin sätter upp Samuel Beckets I väntan på Godot på Uppsala Stadsteater. Rollerna som luffarna spelades av Ingvar Kjellson och Jan-Olof Strandberg, med Ernst-Hugo Järegård och Bengt Brunskog som Lucky och Pozzo.[1]

### December
- 3 december - Herbert Grevenius pjäs Litet bo har Stockholmspremiär på Nya Teatern.

### Okänt datum
- Siegfried Fischers pjäs Den glade skomakaren uruppfördes på Tantolundens friluftsteater i Stockholm
- Ingmar Bergmans pjäs Trämålning uruppfördes som radioteater, den kom att framföras på scen 1955
- Johann Wolfgang von Goethes pjäs Faust, der Tragödie zweiter Teil från 1832 uruppfördes på Schauspielhaus i Hamburg
- Gunnar Falkås radiopjäs Friarannonsen eller Svekfull kärlek uruppförs i radio

## Födda
- 26 februari - Stina Ekblad, finlandssvensk skådespelerska

## Avlidna
- 4 juni - Jean de Létraz, 57, fransk dramatiker